# Andrew Taylor (pisarz)
Andrew Taylor (ur. 1951) – angielski pisarz, autor powieści kryminalnych, sensacyjnych i historycznych.